# Gradinica (Krstatice)
Gradinica je gradina kod Krstatica, arheološko nalazište.

## Opis
Nastalo od 2000. pr. Kr. do 1000. pr. Kr. Na brdu Grab, na uzvišenju Gradinica nalazi se prapovijesna gradina tj. utvrda smještena na 786 m/n. Zaravnjeni plato gradine branjen je s 2 prstena bedema koji ga okružuju sa svih strana. Središnji prsten promjera je oko 30-35 m dok je vanjski promjera oko 70-80 m. Širina sačuvanog bedema je oko 3-7 m. Središnji plato zauzima oko 500 m2 površine, dok vanjski bedem omeđuje oko 3400m2. Gornji, pretežno kameniti plato je otvoren prema zapadu, odakle se pristupalo glavnom ulazu iz pravca dviju dobro zaklonjenih vrtača. Gradinu je moguće datirati u brončano i željezno doba. Gradinica ima odličnu vizualnu komunikaciju s okolnim gradinama te s njima čini jedinstvenu fortifikacijsku cjelinu ovog područja.Sjeverozapadno od gradine nalazi se prapovijesna gomila promjera oko 13 metara i visine oko 1-2 metra.

## Zaštita
Pod oznakom Z-6761 zavedena je kao nepokretno kulturno dobro - pojedinačno, pravna statusa zaštićena kulturnog dobra, klasificirano kao "arheološka baština".